# Ebony Tears
Ebony Tears (engl. ‚Ebenholztränen‘) war eine Death-Metal-Formation aus Schweden.

## Bandgeschichte
Ab 1992 spielten Johnny Wranning (Gesang) und Conny Jonsson (Gitarre) zusammen in der Gruppe Memorium (aus Norrtälje, nicht zu verwechseln mit Memorium aus Horred). 1992 und 1993 wurden zwei Demos aufgenommen, die Gruppe konnte jedoch nie einen Plattenvertrag erreichen. Anschließend wechselte Wranning zu Miscreant, die 1995 eine CD für Wrong Again Records herausbrachten. Jonsson versuchte zu dieser Zeit sein Glück als Gitarrist in Los Angeles.
Schließlich trafen sich die beiden 1996 in Stockholm wieder und beschlossen Ebony Tears zu gründen. Iman Zolgharnian stieg als Schlagzeuger ein, Bassist wurde Thoms Thun. Mit dieser Besetzung wurde 1996 ein selbstbetiteltes Demo aufgenommen. Die Band unterschrieb bei Black Sun Records und veröffentlichte 1998 das Debütalbum Tortura insomniae. Thomas Thun und Iman Zolgharnian stiegen aus. Wranning und Jonsson kümmerten sich daher um ihr Projekt Dog Faced Gods, das im Gegensatz zu Ebony Tears eher auf Härte und Schnelligkeit setzte.
1999 nahmen Ebony Tears mit Richard Evensand (Schlagzeug) und Peter Kahm (Bass) von Dog Faced Gods das Album A Handful of Nothing auf.
2001 erschien das letzte Album Evil as Hell. Anschließend ging die Gruppe komplett in Dog Faced Gods auf.

## Stil
Ebony Tears haben mit vielen verschiedenen Stilen experimentiert, wobei die Wurzeln des Death Metal stets beachtet wurden. Das Album Tortura insomniae nähert sich musikalisch der New Wave of Swedish Death Metal (NWoSDM) an, während andere Alben an eine Death-Metal-Version der Musik von Iron Maiden erinnern. A Handful of Nothing enthielt mehr Thrash-Metal-Elemente als der Vorgänger und war etwas härter. Sehr oft kommen auch melodische Lieder vor, welche von Violinen unterstützt werden und nicht selten von Folk Metal inspiriert wurden. Auf dem Album Evil as Hell wurde der Stil der Band schneller, härter und brutaler und verzichtete auf viele Einflüsse der NWoSDM.

## Diskografie
- 1996: Demo
- 1998: Tortura insomniae
- 1999: A Handful of Nothing
- 2001: Evil as Hell